# 遠刕信一
遠刕 信一（えんしゅう　しんいち、1941年4月2日以降1942年4月1日以前生まれ）は奈良県出身の日本の柔道家。階級は中量級(80kg級)。身長176cm。体重80kg。得意技は内股、大外刈。実兄の田村盛も帝人の柔道部で活躍していた。

## 経歴
天理高校3年の時にインターハイ団体戦で3位となり、技術優秀選手に選ばれた。
天理大学に進学すると、1960年の全日本学生柔道優勝大会で優勝を果たした。
1961年には全日本柔道選手権大会に出場を果たした。
1963年にプレオリンピック大会として開催された東京国際スポーツ大会中量級では、中央大学の岡野功に敗れて3位だった。
全日本学生柔道選手権大会中量級では、同じ天理大学の金義泰に優勢勝ちして優勝を飾った。
1964年には東洋レイヨン所属となると、東京オリンピック中量級の日本代表最終候補に岡野功、関勝治、佐藤治とともに残ったものの、結果として岡野功が選出されたためにオリンピック代表にはなれなかった。
1966年の選抜体重別軽重量級(93kg級)では優勝を飾った。
1967年の世界選手権には中量級に出場して、準決勝で丸木木材の丸木英二に合技で敗れて3位にとどまった。

## 主な戦績
- 1959年 -　インターハイ　団体戦　3位
- 1960年 -　全日本学生柔道優勝大会　優勝
- 1963年 -　全日本学生柔道優勝大会　2位
- 1963年 -　東京国際スポーツ大会　中量級　3位
- 1963年 -　全日本学生柔道選手権大会　中量級　優勝
- 1966年 -　選抜体重別　軽重量級　優勝
- 1967年 -　世界選手権 中量級　3位